# Fresneda de la Sierra
Fresneda de la Sierra é um município da Espanha, na província de Cuenca, comunidade autônoma de Castela-Mancha. Tem 32,06 km² de área e em 2021 tinha 49 habitantes (densidade: 1,5 hab./km²). Limita com os municípios de Cuenca, Castillejo-Sierra, La Frontera, Fuertescusa e Sotorribas.